# Joseph Heß (Politiker)
Maria Joseph Aloysius Heß, teilweise auch Joseph Hess (* 13. Mai 1878 in Köln; † 4. Februar 1932 in Berlin) war ein deutscher Pädagoge, Beamter und Politiker der Zentrumspartei. Er war einer der einflussreichsten Politiker dieser Partei im preußischen Landtag zur Zeit der Weimarer Republik.

## Leben

### Ausbildung und Beruf
Joseph Heß war Sohn eines Kaufmanns aus Köln. Nach dem Abitur studierte er klassische Philologie und Germanistik in Bonn und Münster und promovierte zum Dr. phil. Anschließend war er zunächst kurz als Lehrer an Gymnasien tätig. Als Student in Bonn schloss er sich der Unitas-Salia an. Im Jahr 1903 war er auch Redakteur der Zeitschrift „Unitas.“ Ab 1906 war Heß in der Schulverwaltung tätig. Zunächst arbeitete er als Kreisschulinspektor in Wipperfürth, wurde 1916 zum Schulrat und im Jahr 1920 zum Oberregierungsrat bei der Bezirksregierung in Koblenz ernannt. Im Jahr 1930 wurde Heß Dirigent der Finanzabteilung der preußischen Bau- und Finanzdirektion.

### Politik
Innerhalb der Zentrumspartei stand Heß eher auf dem linken Flügel. Bereits 1908 wurde er zum ersten Mal in das preußische Abgeordnetenhaus gewählt. Dem Parlament gehörte er ununterbrochen bis 1918 an.
Nach der Novemberrevolution wurde Heß Mitglied der verfassungsgebenden preußischen Landesversammlung. Nach der ersten regulären Landtagswahl war er von 1921 bis 1932 Mitglied des preußischen Landtages. Außerdem war er von 1921 bis 1932 Mitglied des rheinischen Provinziallandtages (gelegentliche Angaben, er sei ab 1928 auch Mitglied des Reichstages gewesen, sind wohl nicht richtig, da entsprechende Nachweise etwa im Reichstagshandbuch nicht vorhanden sind).
Von historischer Bedeutung war Heß als langjähriger Geschäftsführer der Zentrumsfraktion im preußischen Landtag. Als eigentlicher Fraktionsführer wurde er in der Presse als „Fraktionsgewaltiger“ bezeichnet. Im Jahr 1930 löste er schließlich den bisherigen Fraktionsvorsitzenden Felix Porsch ab und trat damit auch offiziell an die Spitze. Mehrfach wurde Heß ein Ministerposten angeboten, den er jedes Mal ablehnte. Seine Position eher im Hintergrund war im Übrigen so stark, dass Heß einflussreicher war als einige Minister.
Heß akzeptierte die Rolle als kleinerer Koalitionspartner hinter der SPD. Zusammen mit Ernst Heilmann, dem Fraktionsvorsitzenden der SPD, spielte Heß die zentrale Rolle für den Bestand der Koalition. Beide arbeiteten vertrauensvoll zusammen und stimmten sich in personellen und taktischen Fragen gegenseitig ab. Ihnen gelang es gemeinsam, einerseits den linken Flügel in der SPD-Fraktion wie auch die Konservativen im Zentrum um Franz von Papen auf die Koalition einzuschwören.
Bei der Trauerfeier der preußischen Zentrumsfraktion für Felix Porsch im Plenarsaal des preußischen Landtags am 1. Februar 1931 hielt er die Gedenkrede.

### Tod
Joseph Heß starb 1932 im Alter von 53 Jahren in Berlin und wurde auf dem dortigen St.-Hedwig-Friedhof an der Liesenstraße beigesetzt. Das Grabmal ist nicht erhalten.